# Mohrenbrunnen (Schaffhausen)

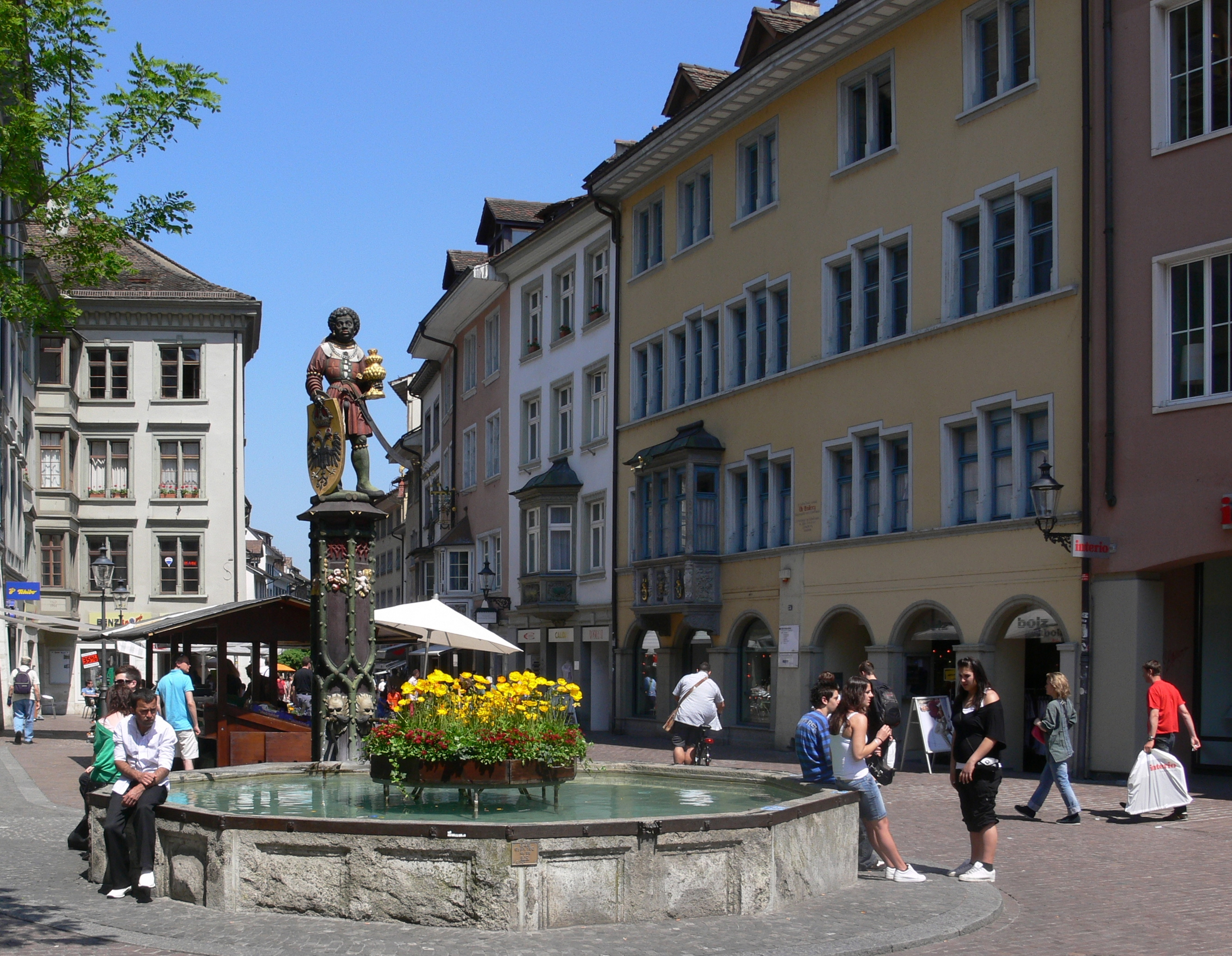
Mohrenbrunnen vor dem Grossen Haus

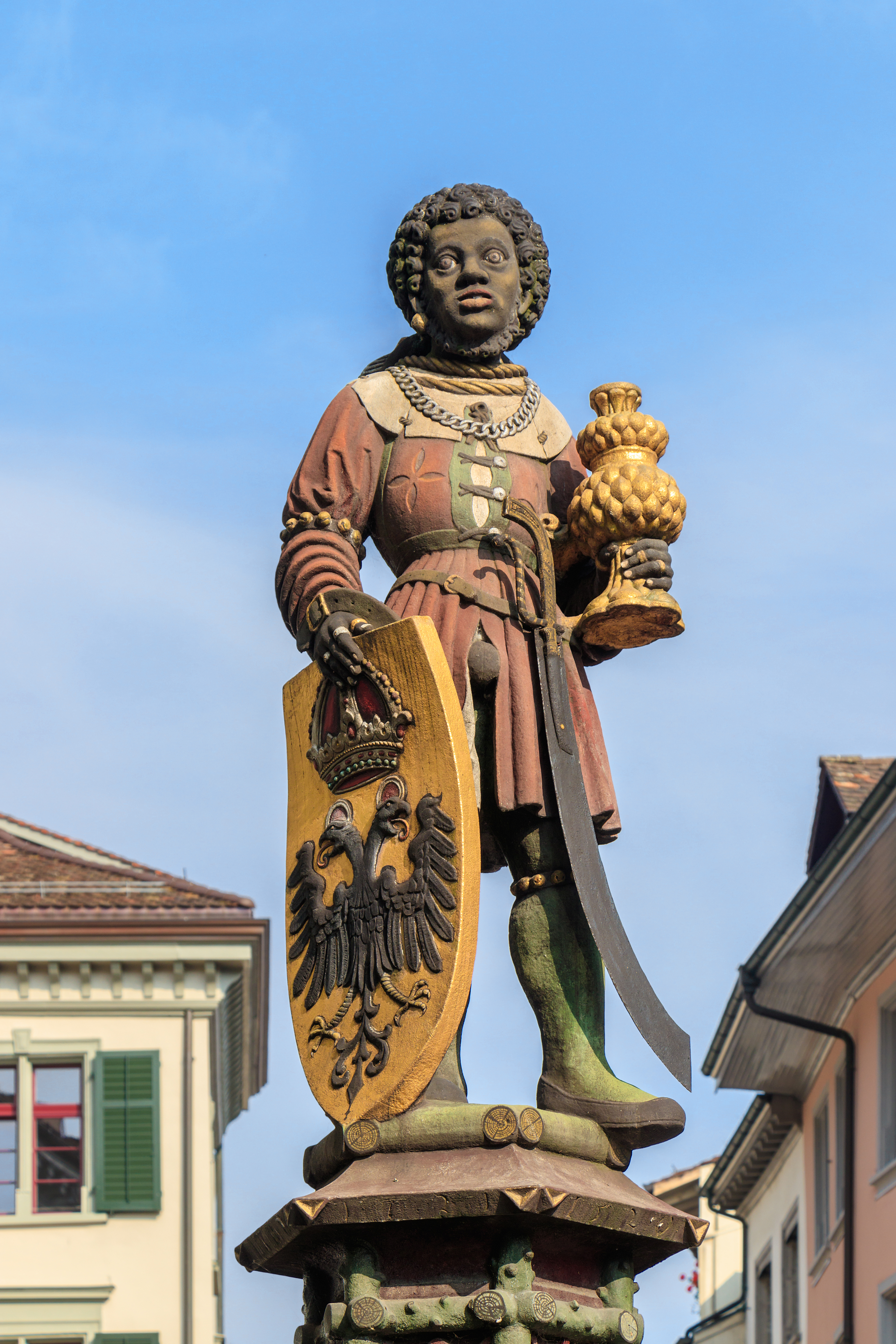
Standbild auf der Brunnensäule

Der Mohrenbrunnen steht am nördlichen Ende des Fronwagplatzes in Schaffhausen. Früher wurde er auch als Schwertbrunnen bezeichnet.

## Beschreibung
An der Nordseite des zehneckigen Brunnenbeckens mit einer Seitenlänge von 1,8 Metern steht eine Säule mit dem Standbild eines Mohren. Dieser soll Kaspar der Heiligen Drei Könige darstellen und für den wohlhabenden Staatsbürger stehen.

## Geschichte

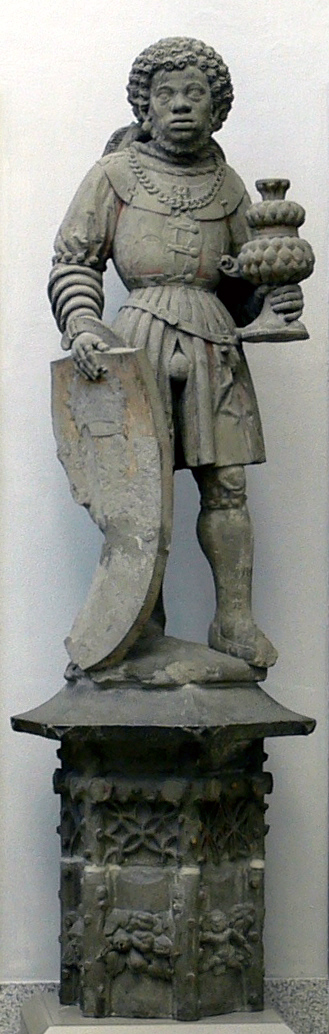
Original der Brunnenfigur im Museum zu Allerheiligen

Die Brunnensäule stammt aus dem Jahr 1520 und bot ursprünglich einer anderen Brunnenfigur Platz. Die Figur des Mohren wurde in derselben Zeit von Augustin Henkel für den nicht mehr erhaltenen Silberbrunnen erschaffen und erst später an den heutigen Standort verlegt. 1922 wurde Henkels Brunnenfigur ins Museum zu Allerheiligen gebracht und durch eine Kopie ersetzt.
Im Sommer 2020 führte die Debatte um die Bezeichnung Mohrenkopf zu einer öffentlichen Diskussion, ob der Mohrenbrunnen noch so genannt werden dürfe, da der Begriff Mohr diskriminierend sei, und ob die Brunnenfigur aufgrund ihrer rassistischen Aussage noch zeitgemäss sei.